# The Glove
The Glove foi um supergrupo formado em 1983 por Robert Smith dos The Cure e Steve Severin da banda Siouxsie & the Banshees. Este grupo era também composto pela vocalista Jeanette Landray, o baterista Andy Anderson (que viria a juntar-se aos The Cure) e o teclista Martin McCarrick que viria a juntar-se à banda Siouxsie & the Banshees. O único álbum editado por esta banda chama-se Blue Sunshine. Foi reeditado em 2006 com um segundo cd com as músicas desta vez interpretadas por Robert Smith.

## Discografia

### Álbuns
- Blue Sunshine

### Singles
- Like an Animal
- Punish Me with Kisses